# Chelenalphorn
Chelenalphorn är en bergstopp i Schweiz.   Den ligger i kantonen Uri, i den centrala delen av landet, 80 km öster om huvudstaden Bern. Toppen på Chelenalphorn är 3 202 meter över havet, eller 108 meter över den omgivande terrängen. Bredden vid basen är 1,1 km.
Terrängen runt Chelenalphorn är huvudsakligen mycket bergig. Runt Chelenalphorn är det glesbefolkat, med 9 invånare per kvadratkilometer.. Närmaste större samhälle är Engelberg, 16,7 km norr om Chelenalphorn. 
Trakten runt Chelenalphorn består i huvudsak av gräsmarker.